# 1 de fevereiro
1 ou 1.º de fevereiro é o 32.º dia do ano no calendário gregoriano. Faltam 333 dias para acabar o ano (334 em anos bissextos).

## Eventos históricos

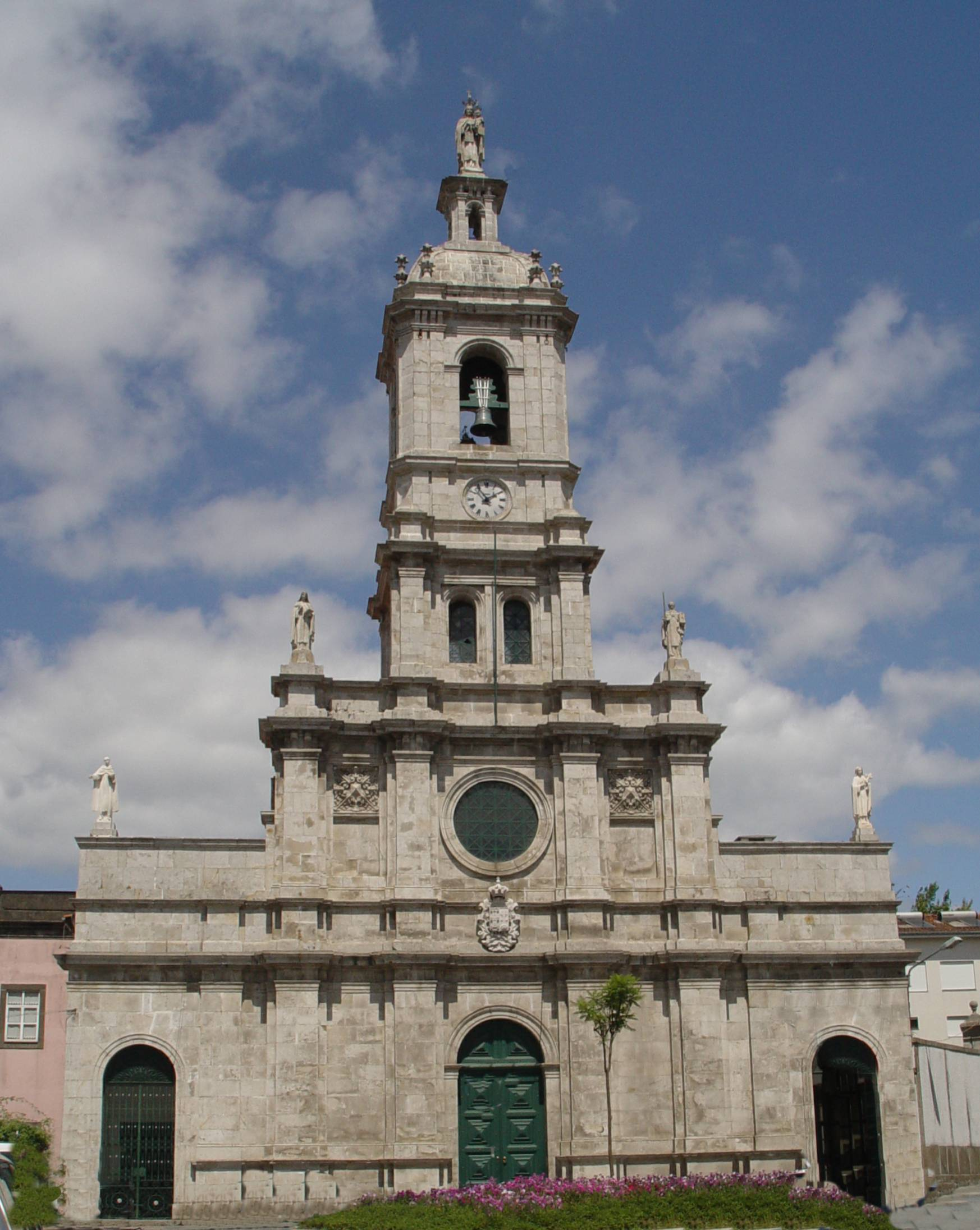
1635: Igreja do Convento do Carmo edificada em Braga.

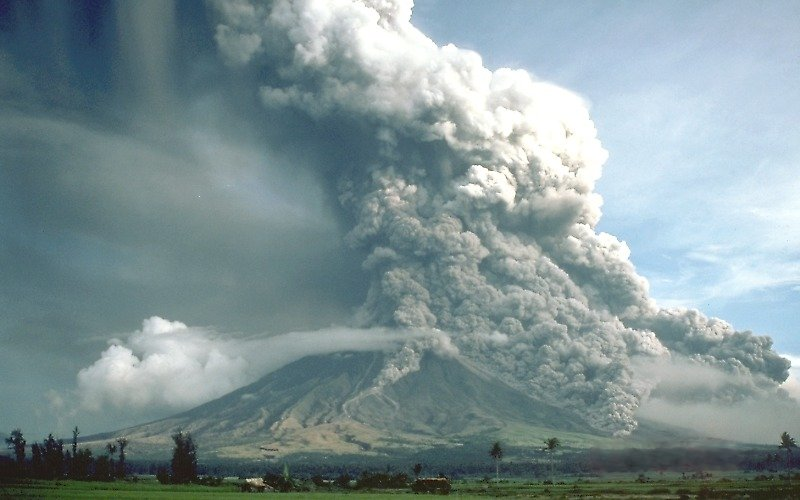
1814: Erupção do Vulcão Mayon, nas Filipinas.

- 0481 — Hunerico, rei dos vândalos e alanos, organiza uma conferência entre bispos católicos e arianos em Cartago.
- 0772 — Eleito o Papa Adriano I.
- 1317 — A Marinha mais antiga da Lusofonia e também do Mundo existe desde a criação de Portugal mas é esta data que assinala o acordo entre o rei D. Dinis e o genovês Manuel Pessanha, que é considerada como a data da criação.
- 1327 — O adolescente Eduardo III é coroado Rei da Inglaterra, mas o país é governado por sua mãe, a rainha Isabel e seu amante, Rogério Mortimer.
- 1635 — Fundação do Convento do Carmo em Braga.
- 1662 — General chinês Koxinga captura a Ilha Formosa após um cerco de nove meses.
- 1718 — Erupção vulcânica em Santa Luzia, na ilha do Pico, Açores.
- 1793 — Guerras revolucionárias francesas: a França declara guerra ao Reino da Grã-Bretanha e às Províncias Unidas (Países Baixos).
- 1808 — Primeira invasão francesa de Portugal: Decreto do General Junot, declarando aos habitantes do Reino de Portugal que Napoleão tomou Portugal sob o seu protetorado e que a Casa de Bragança deixa de reinar em Portugal. É dissolvido o Conselho de Regência e instaurado o Conselho de Governo de Junot.
- 1814 — Erupção do vulcão Mayon nas Filipinas, mata cerca de 1 200 pessoas; foi a mais devastadora erupção deste vulcão.
- 1835 — A escravidão é abolida nas Ilhas Maurício.[1]
- 1861 — Guerra Civil Americana: o Texas se separa dos Estados Unidos e se junta à Confederação uma semana depois.
- 1864 — Segunda Guerra do Eslésvico: as forças prussianas cruzam a fronteira com Eslésvico, começando a guerra.
- 1865 — Presidente Abraham Lincoln assina a Décima Terceira Emenda à Constituição dos Estados Unidos.
- 1885 — Assinado o Tratado de Simulambuco que constituía Cabinda como território sob protetorado português.
- 1890 — Executado pela primeira vez em público, num sarau lisboeta, A Portuguesa, que se tornaria no hino nacional português em 1911.
- 1893 — Thomas A. Edison termina a construção do primeiro estúdio cinematográfico, o Black Maria em West Orange, Estados Unidos.[2]
- 1896 — La bohème estreia em Turim no Teatro Regio, sob a regência do jovem Arturo Toscanini.
- 1900 — Segunda Guerra dos Bôeres: O Reino Unido, derrotado pelos bôeres em batalhas importantes, nomeia Frederick Roberts (Conde Roberts) como comandante das forças britânicas na África do Sul.[3]
- 1908 — Regicídio de Lisboa: o rei Carlos I de Portugal e o seu filho o infante Luís Filipe de Bragança são mortos a tiros em Lisboa.
- 1918 — República Socialista Federativa Soviética da Rússia adota o calendário gregoriano.
- 1924 — As relações entre Reino Unido e Rússia são restauradas, mais de seis anos após a revolução comunista.
- 1942
  - Segunda Guerra Mundial: Josef Terboven, Reichskommissar para a Noruega ocupada pelos alemães, nomeia Vidkun Quisling como Ministro-Presidente do Governo Nacional.
  - Voz da América, o serviço oficial de radiodifusão internacional financiado pelo Governo dos Estados Unidos, começa a transmitir programas voltados para áreas controladas pelas Potências do Eixo.
- 1946
  - Trygve Lie da Noruega é escolhido para ser o primeiro secretário-geral das Nações Unidas.
  - Parlamento da Hungria aboliu a monarquia após nove séculos e proclama a República da Hungria.
- 1950 — O primeiro protótipo do MiG-17 faz seu voo inaugural.
- 1952 — Inaugurado o Aeroporto Internacional do Rio de Janeiro-Galeão.
- 1953 — Inundação do Mar do Norte é causada por uma forte tempestade ocorrida durante a noite de 31 de janeiro a 1 de fevereiro de 1953; as inundações atingem os Países Baixos, a Bélgica e o Reino Unido.
- 1964 — Chega em 1° lugar da Billboard nos Estados Unidos o single de I Want to Hold Your Hand da banda de rock britânica The Beatles, o início da Beatlemania.
- 1968 – Guerra do Vietnã: A execução do oficial vietcongue Nguyễn Văn Lém por Nguyễn Ngọc Loan, é registrada uma imagem icônica tirada por Eddie Adams.
- 1969 — Editado o Ato Institucional Número Seis no Brasil.
- 1974 — Incêndio no Edifício Joelma de 25 andares em São Paulo, Brasil, mata 189 pessoas e fere 293.
- 1978 — Criação da Academia da Força Aérea portuguesa.
- 1979 — O aiatolá iraniano Ruhollah Khomeini retorna a Teerã após quase 15 anos de exílio.[4]
- 1982 — Lançamento do microprocessador Intel 80286.
- 1987 — É instalada a Assembleia Nacional Constituinte, com a finalidade de elaborar uma constituição democrática para o Brasil, após 21 anos sob ditadura militar.
- 2001 — Toma posse em Cabo Verde o governo chefiado pelo primeiro-ministro José Maria Neves.
- 2002 — No Paquistão, o terrorista muçulmano Khalid Sheikh Mohammed decapita Daniel Pearl, jornalista americano e chefe do Wall Street Journal no sul da Ásia.
- 2003 — Ônibus espacial Columbia desintegra-se durante a reentrada da missão STS-107 na atmosfera terrestre, matando todos os sete astronautas a bordo.
- 2004 — Em uma tragédia durante a peregrinação do Haje na Arábia Saudita, 251 pessoas morreram pisoteadas e 244 ficaram feridas.[5]
- 2005 — Rei Gyanendra do Nepal abole a democracia e assume a totalidade dos poderes, em um golpe de estado.[6]
- 2009 — O primeiro gabinete de Jóhanna Sigurðardóttir foi formado na Islândia, tornando-a a primeira mulher a assumir o cargo de primeira-ministra do país e a primeira chefe de governo abertamente homossexual do mundo desde ao fim da Idade Antiga.[7]
- 2012 — 74 pessoas morrem e mais de 500 ficam feridas como resultado de confrontos entre torcedores das equipes de futebol egípcias Al-Masry e Al-Ahly na cidade de Porto Saíde.[8]
- 2013 — The Shard, o edifício mais alto da Europa Ocidental, é aberto ao público.
- 2018 — Arqueólogos anunciam a descoberta de cerca de 60 mil estruturas maias na Reserva da Biosfera Maia, na Guatemala, através do uso de LIDAR.
- 2019 — Rússia e Estados Unidos decidem suspender o Tratado de Forças Nucleares de Alcance Intermediário.
- 2021 — Um golpe de Estado em Myanmar remove a então conselheira de Estado Aung San Suu Kyi do poder e restaura o regime militar.
- 2024 — Incêndios florestais afetam 6 800 hectares de diversas regiões do Chile deixando mais de cem mortos.

## Nascimentos

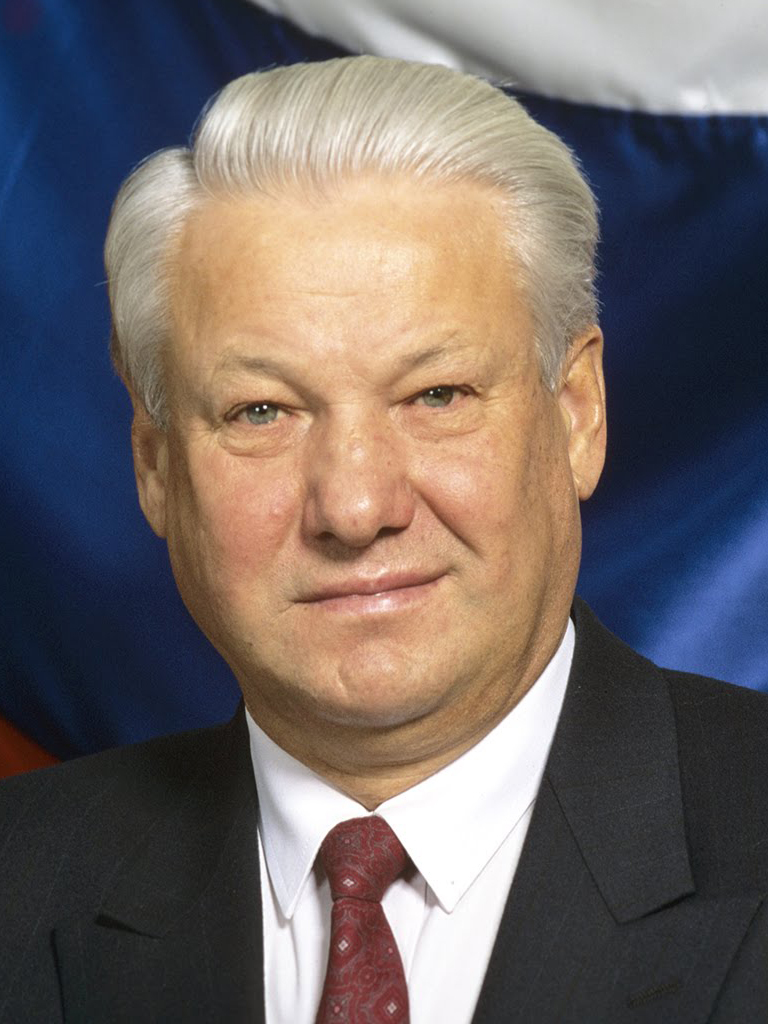
Boris Iéltsin

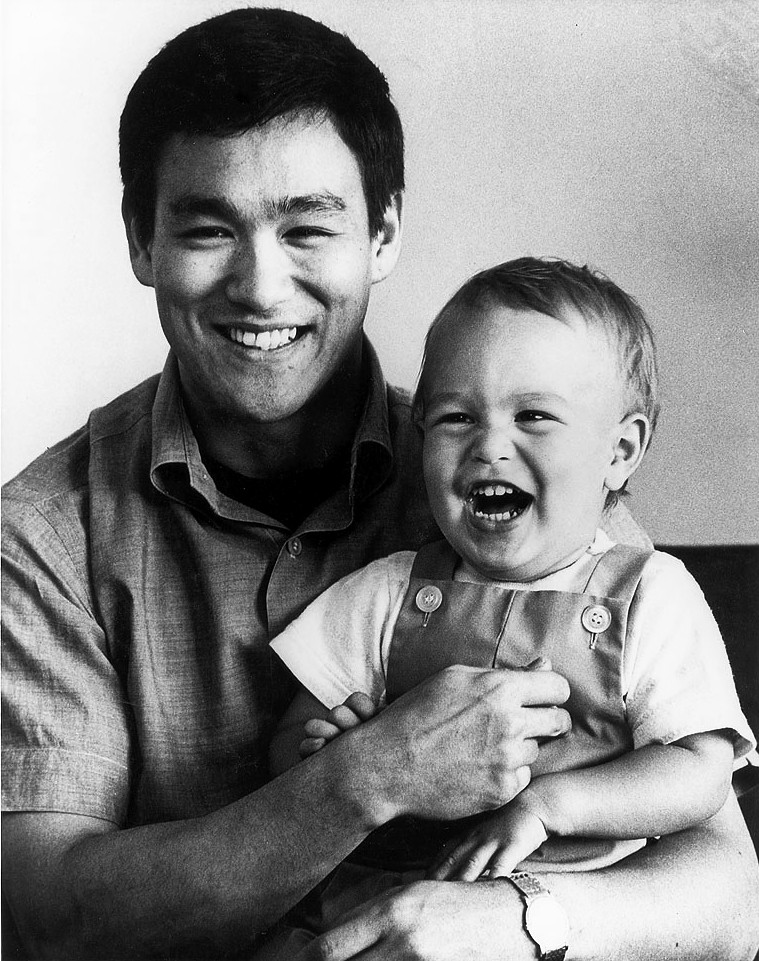
Brandon Lee

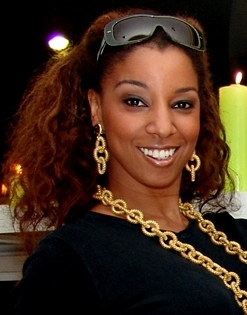
Adriana Lessa

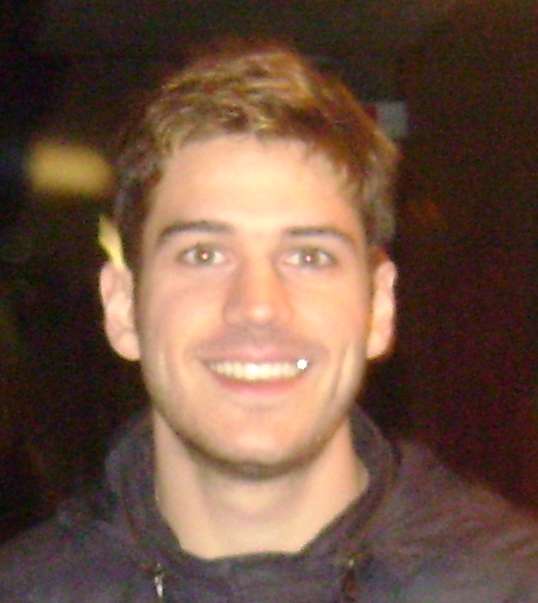
Marco Pigossi

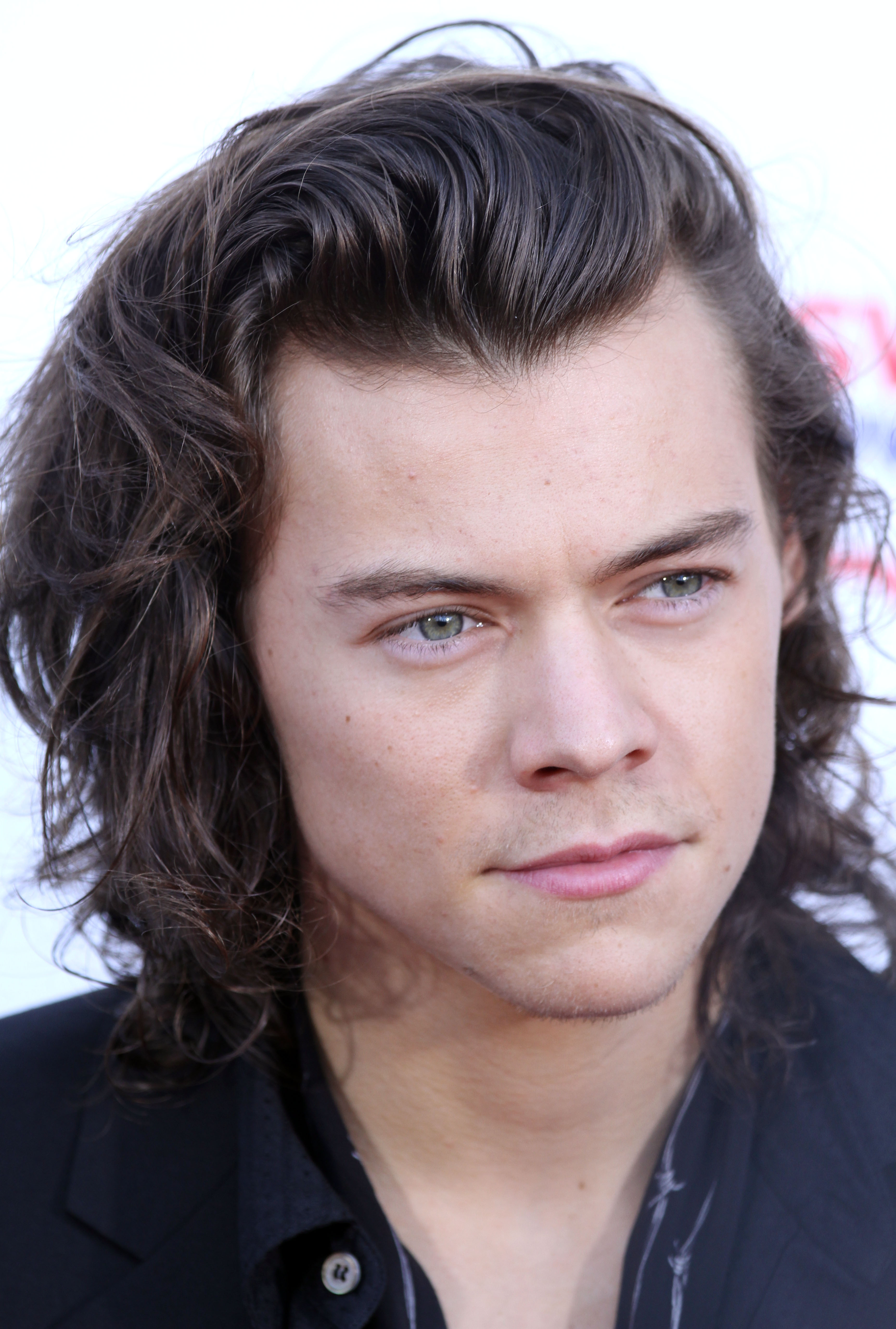
Harry Styles

### Anteriores ao século XIX
- 1435 — Amadeu IX, Duque de Saboia (m. 1472).
- 1459 — Conrad Celtis, poeta e estudioso alemão (m. 1508).
- 1462 — Johannes Trithemius, lexicógrafo, historiador e criptógrafo alemão (m. 1516).
- 1561 — Henry Briggs, matemático inglês (m. 1630).
- 1659 — Jakob Roggeveen, explorador neerlandês (m. 1729).
- 1666 — Maria Teresa de Bourbon, princesa de Conti e rainha titular da Polônia (m. 1732).
- 1686 — Susana Henriqueta de Lorena, duquesa de Mântua e Monferrato (m. 1710).
- 1690 — Francesco Maria Veracini, violinista e compositor italiano (m. 1768).
- 1707 — Frederico, Príncipe de Gales (m. 1751).
- 1761 — Christiaan Hendrik Persoon, micologista e acadêmico sul-africano-francês (m. 1836).
- 1796 — Abraham Emanuel Fröhlich, pastor, poeta e educador suíço (m. 1865).

### Século XIX
- 1801 — Émile Littré, lexicógrafo e filósofo francês (m. 1881).
- 1859 — Victor Herbert, violoncelista, compositor e maestro irlandês-americano (m. 1924).
- 1870 — Erik Adolf von Willebrand, médico finlandês (m. 1949).
- 1872
  - Afonso Cerqueira, contra-almirante português (m. 1957).
  - Paul Fort, poeta francês (m. 1960).
- 1874 — Hugo von Hofmannsthal, escritor, poeta e dramaturgo austríaco (m. 1929).
- 1878
  - Charles Tate Regan, ictiólogo britânico (m. 1943).
  - Milan Hodža, jornalista e político eslovaco (m. 1944).
  - Alfréd Hajós, nadador e arquiteto húngaro (m. 1955).
- 1882 — Louis St. Laurent, advogado e político canadense (m. 1973).
- 1884 — Yevgeny Zamyatin, jornalista e escritor russo (m. 1937).
- 1885 — Camille Chautemps, político francês (m. 1963)
- 1894
  - John Ford, diretor e produtor estadunidense (m. 1973).
  - James P. Johnson, pianista e compositor americano (m. 1955).
- 1896 — Anastasio Somoza García, militar e político nicaraguense (m. 1956).
- 1898 — Leila Denmark, pediatra e escritora americana (m. 2012).

### Século XX

#### 1901–1950
- 1901
  - Clark Gable, ator estadunidense (m. 1960).
  - Frank Buckles, militar americano (m. 2011).
- 1902
  - Langston Hughes, poeta, ativista social, romancista e dramaturgo estadunidense (m. 1967).
  - Therese Brandl, guarda de campo de concentração alemã (m. 1948).
- 1904
  - S. J. Perelman, humorista e roteirista americano (m. 1979).
  - José Marinho, filósofo português (m. 1975).
- 1905 — Emilio Gino Segrè, físico e acadêmico ítalo-americano (m. 1989).
- 1907 — Camargo Guarnieri, pianista e compositor clássico brasileiro (n. 1993).
- 1908 — George Pal, animador e produtor húngaro-americano (n. 1980).
- 1915
  - Stanley Matthews, futebolista e técnico britânico (m. 2000).
  - Alicia Rhett, atriz e pintora estadunidense (m. 2014).
- 1918 — Muriel Spark, dramaturga e poetisa britânica (m. 2006).
- 1921 — Peter Sallis, escritor britânico (m. 2017).
- 1922
  - Renata Tebaldi, soprano e atriz italiana (m. 2004).
  - Nelma Costa, atriz brasileira (m. 2023).
- 1924 — Emmanuel Scheffer, futebolista, treinador e dirigente de futebol teuto-israelense (m. 2012).
- 1927 — Galway Kinnell, poeta e acadêmico americano (m. 2014).
- 1928
  - Tom Lantos, acadêmico e político húngaro-americano (m. 2008).
  - Samuel Edwards, físico e acadêmico britânico (m. 2015).
- 1930 — Shahabuddin Ahmed, juiz e político bangladês (m. 2022).
- 1931
  - Boris Iéltsin, político russo (m. 2007).
  - Iajuddin Ahmed, político bangladês (m. 2012).
- 1937 — Fernando Assis Pacheco, jornalista e escritor português (m. 1995).
- 1938 — Sherman Hemsley, ator e cantor americano (m. 2012).
- 1939
  - Fritjof Capra, físico, escritor e acadêmico austríaco.
  - Claude François, cantor, compositor e dançarino egípcio-francês (m. 1978).
  - Joe Sample, pianista e compositor americano (m. 2014).
  - Ekaterina Maximova, bailarina russa (m. 2009).
- 1942
  - Bibi Besch, atriz austro-americana (m. 1996).
  - Terry Jones, ator, diretor e roteirista britânico (m. 2020).
- 1946
  - Elisabeth Sladen, atriz britânica (m. 2011).
  - Karen Krantzcke, tenista australiana (m. 1977).
  - Clemente Viscaíno, ator brasileiro.
- 1948 — Rick James, cantor, compositor e produtor estadunidense (m. 2004).
- 1949
  - Zé Mário, ex-futebolista brasileiro.
  - Franco Causio, ex-futebolista italiano.
- 1950
  - Mike Campbell, guitarrista, compositor e produtor americano.
  - Rich Williams, guitarrista e compositor americano.
  - Cleberson Horsth, músico brasileiro.

#### 1951–2000
- 1951 — Sonny Landreth, guitarrista e compositor americano.
- 1952 — Jenő Jandó, pianista húngaro (m. 2023).
- 1953 — Ken Tucker, escritor estadunidense.
- 1954 — Billy Mumy, ator, músico e escritor norte-americano.
- 1957
  - Gilbert Hernandez, escritor e ilustrador americano.
  - Luiz Carlos, cantor e compositor brasileiro.
  - Walter Schachner, ex-futebolista austríaco.
  - Jackie Shroff, ator indiano.
- 1958 — Luther Blissett, futebolista e técnico jamaicano-britânico.
- 1959 — Carlos Gerbase, cineasta brasileiro.
- 1960 — Assíria Nascimento, cantora brasileira.
- 1961
  - Daniel Tani, engenheiro e astronauta americano.
  - José Luis Cuciuffo, futebolista argentino (m. 2004).
  - Armin Veh, treinador de futebol alemão.
  - Alfinete, treinador e ex-futebolista brasileiro.
- 1962
  - Takashi Murakami, pintor e escultor japonês.
  - Manuel Amoros, ex-futebolista francês.
  - Tomoyasu Hotei, cantor, compositor e guitarrista japonês.
- 1963 — Leandro Karnal, professor, historiador e escritor brasileiro.
- 1964
  - Jani Lane, cantor, compositor e guitarrista americano (m. 2011).
  - Linus Roache, ator britânico.
- 1965
  - Stéphanie de Mônaco, designer e cantora.
  - Sherilyn Fenn, atriz americana.
  - Brandon Lee, ator estadunidense (m. 1993).
- 1966
  - Michelle Akers, futebolista americana.
  - Rob Lee, ex-futebolista britânico.
- 1967 — Meg Cabot, escritora e roteirista estadunidense.
- 1968 — Lisa Marie Presley, cantora, compositora e atriz estadunidense (m. 2023).
- 1969
  - Andrew Breitbart, jornalista, escritor e editor americano (m. 2012).
  - Gabriel Batistuta, ex-futebolista argentino.
- 1970
  - Vincent Rolland, político francês.
  - Oswaldo Palencia, ex-futebolista venezuelano.
- 1971
  - Adriana Lessa, atriz e apresentadora brasileira.
  - Ron Welty, baterista estadunidense.
  - Michael C. Hall, ator e produtor estadunidense.
  - Zlatko Zahovič, ex-futebolista esloveno.
- 1972
  - Christian Ziege, futebolista alemão.
  - Johan Walem, ex-futebolista belga.
- 1973
  - Yuri Landman, luthier e musicólogo neerlandês.
  - Óscar Pérez, futebolista mexicano.
  - Luísa Parente, ex-ginasta brasileira.
- 1974 — Roberto Heras, ciclista espanhol.
- 1975 — Big Boi, músico norte-americano.
- 1976
  - Phil Ivey, jogador de pôquer americano.
  - Muteba Kidiaba, futebolista congolês.
- 1977 — Libor Sionko, futebolista tcheco.
- 1978 — Marion Wagner, ex-velocista alemã.
- 1979
  - Valentín Elizalde, cantor e compositor mexicano (m. 2006).
  - Juan, futebolista brasileiro.
  - Rachelle Lefèvre, atriz canadense.
- 1980
  - Otilino Tenorio, futebolista equatoriano (m. 2005).
  - Paulo da Silva, futebolista paraguaio.
- 1981
  - Federica Faiella, ex-patinadora artística italiana.
  - Izabella Camargo, jornalista brasileira.
  - Lamá, futebolista angolano.
- 1982
  - Ruki, cantor, músico e designer japonês.
  - Daisy Betts, atriz australiana.
- 1983
  - Kevin Martin, jogador de basquete americano.
  - Jurgen Van Den Broeck, ciclista belga.
  - Marcelo Macedo, futebolista brasileiro.
  - Iveta Benešová, tenista tcheca.
- 1984
  - Vanderlei, futebolista brasileiro.
  - Darren Fletcher, futebolista britânico.
- 1985 — Tasya Teles, atriz canadense.
- 1986
  - Lauren Conrad, designer de moda e escritora americana.
  - Johan Vonlanthen, futebolista suíço.
- 1987
  - Ronda Rousey, atriz e lutadora marcial mista americana.
  - Sebastian Boenisch, futebolista polonês.
  - Heather Morris, atriz, cantora e dançarina norte-americana.
  - Moisés Henriques, jogador de críquete luso-australiano.
  - Giuseppe Rossi, futebolista italiano.
- 1988 — Brock Harris, modelo e ator americano.
- 1989 — Marco Pigossi, ator brasileiro.
- 1990 — Fellipe Bastos, futebolista brasileiro.
- 1992 — Camila Santanioni, atriz brasileira.
- 1993 — Branden Dawson, basquetebolista americano.
- 1994 — Harry Styles, cantor e compositor britânico.
- 1996 — Dionne Bromfield, cantora, compositora e apresentadora inglesa.
- 1997 — Park Jihyo, cantora e compositora sul-coreana.
- 1998 — Joseph Paintsil, futebolista ganês.
- 1999 — Ignacio Laquintana, futebolista uruguaio.
- 2000 — Paris Smith, atriz americana.

### Século XXI
- 2002 — João Guilherme Ávila, ator brasileiro.

## Mortes

### Anteriores ao século XIX
- 0850 — Ramiro I das Astúrias (n. 790).
- 1222 — Aleixo I de Trebizonda (n. 1182).
- 1248 — Henrique II, duque de Brabante (n. 1207).
- 1328 — Carlos IV da França (n. 1294).
- 1501 — Sigismundo da Baviera (n. 1439).
- 1510 — Sidônia de Poděbrady, duquesa da Saxônia (n. 1449).
- 1542 — Girolamo Aleandro, cardeal italiano (n. 1480).
- 1691 — Papa Alexandre VIII (n. 1610).
- 1699 — Carlota Joana de Waldeck-Wildungen, duquesa de Saxe-Coburgo-Saalfeld (n. 1664).
- 1733 — Augusto II da Polônia (n. 1670).

### Século XIX
- 1851 — Mary Shelley, romancista e dramaturga britânica (n. 1797).
- 1855 — Wilhelm Ludwig von Eschwege, geólogo, geógrafo e metalurgista alemão (n. 1777).
- 1875 — João Soares de Albergaria de Sousa, político português (n. 1776).
- 1882 — Antoine Bussy, farmacêutico e químico francês (n. 1794).
- 1897 — Constantin von Ettingshausen, geólogo e botânico austríaco (n. 1826).

### Século XX
- 1903 — George Gabriel Stokes, físico, matemático e político anglo-irlandês (n. 1819).
- 1907 — Léon Serpollet, empresário francês (n. 1858).
- 1908
  - Carlos I de Portugal (n. 1863).
  - Luís Filipe, Príncipe Real de Portugal (n. 1887).
- 1920 — Adolf Albin, enxadrista romeno (n. 1848).
- 1922 — William Desmond Taylor, ator e diretor americano (n. 1872).
- 1924 — Maurice Prendergast, pintor americano (n. 1858).
- 1934 — Ernesto Nazareth, músico brasileiro (n. 1863).
- 1936 — Geórgios Kondílis, general e político grego (n. 1878).
- 1940 — Philip Francis Nowlan, escritor americano (n. 1888).
- 1944
  - Alberto Maranhão, político brasileiro (n. 1872).
  - Piet Mondrian, pintor neerlandês-americano (n. 1872).
- 1948 — Octavia Ritchie, médica e sufragista canadense (n. 1868).
- 1949 — Herbert Stothart, maestro e compositor americano (n. 1885).
- 1957 — Friedrich Paulus, general alemão (n. 1890).
- 1958 — Clinton Davisson, físico e acadêmico estadunidense (n. 1881).
- 1966
  - Hedda Hopper, atriz e jornalista americana (n. 1885).
  - Buster Keaton, ator, diretor, produtor e roteirista estadunidense (n. 1895).
- 1970 — Alfred Rényi, matemático e acadêmico húngaro (n. 1921).
- 1976
  - George Whipple, médico e patologista estadunidense (n. 1878).
  - Werner Heisenberg, físico e acadêmico alemão (n. 1901).
- 1981 — Donald Wills Douglas, engenheiro e empresário americano (n. 1892).
- 1986 — Alva Reimer Myrdal, socióloga e política sueca (n. 1902).
- 1987 — Alessandro Blasetti, diretor e roteirista italiano (n. 1900).
- 1988 — Heather O'Rourke, atriz norte americana (n. 1975).
- 1989 — Elaine de Kooning, pintora e acadêmica americana (n. 1918).
- 1996 — Ray Crawford, automobilista, aviador e empresário de carros de corrida americano (n. 1915).
- 1997 — Herb Caen, jornalista e escritor americano (n. 1916).
- 2000 — Dick Rathmann, automobilista norte-americano (n. 1924).

### Século XXI
- 2001 — John Pierrakos, psiquiatra e terapeuta greco-estadunidense (n. 1921).
- 2002
  - Hildegard Knef, atriz e cantora alemã (n. 1925).
  - Raul Rêgo, jornalista e político português (n. 1913).
- 2003 — Tripulação do ônibus espacial Columbia
  - Michael P. Anderson, coronel, aviador e astronauta americano (n. 1959).
  - David M. Brown, capitão, aviador e astronauta americano (n. 1956).
  - Kalpana Chawla, engenheira e astronauta indo-americana (n. 1961).
  - Laurel Clark, capitã, cirurgiã e astronauta americana (n. 1961).
  - Rick Husband, coronel, aviador e astronauta americano (n. 1957).
  - William C. McCool, comandante, aviador e astronauta americano (n. 1961).
  - Ilan Ramon, coronel, aviador e astronauta israelense (n. 1954).
- 2004 — Ewald Cebula, futebolista polonês (n. 1917).
- 2005 — Henrique Canto e Castro, ator português (n. 1930).
- 2006 — Carlson Gracie, mestre de jiu-jitsu brasileiro (n. 1932).
- 2007
  - Antonio María Javierre, cardeal espanhol (n. 1921).
  - Feliciano Béjar, escultor e pintor mexicano (n. 1920).
  - Gian Carlo Menotti, dramaturgo e compositor ítalo-americano (n. 1911).
- 2008
  - Beto Carrero, empresário e ator brasileiro (n. 1937).
  - Hélio Quaglia Barbosa, jurista brasileiro (n. 1941).
- 2010
  - Azzeddine Laraki, político marroquino (n. 1929).
  - Bobby Kirk, futebolista escocês (n. 1927).
  - David Brown, produtor de cinema estadunidense (n. 1916).
  - Jack Brisco, wrestler estadunidense (n. 1941).
  - Rodolfo de Anda, ator mexicano (n. 1943).
  - Steingrímur Hermannsson, político islandês (n. 1928).
  - Justin Mentell, ator norte-americano (n. 1982).
- 2011 — Sidney Cipriano, cantor brasileiro (n. 1964).
- 2012
  - Don Cornelius, apresentador e produtor de televisão americano (n. 1936).
  - Wisława Szymborska, poetisa e tradutora polonesa (n. 1923).
- 2013 — Ed Koch, advogado, juiz e político americano (n. 1924).
- 2014
  - Luis Aragonés, futebolista e treinador de futebol espanhol (n. 1938).
  - Maximilian Schell, ator, diretor, produtor e roteirista austro-suíço (n. 1930).
- 2015
  - José Eduardo de Andrade Vieira, banqueiro e político brasileiro (n. 1938).
  - Aldo Ciccolini, pianista ítalo-francês (n. 1925).
- 2016 — Óscar Humberto Mejía Victores, general e político guatemalteco (n. 1930).
- 2017 — Sérvulo Esmeraldo, artista brasileiro (n. 1929).
- 2019
  - Jeremy Hardy, comediante, apresentador de rádio e palestrante britânico (n. 1961).
  - Wade Wilson, jogador e treinador de futebol americano (n. 1959).
- 2021 — Temur Tsiklauri, cantor e ator georgiano (n. 1946).
- 2022 — Isaac Bardavid, ator, dublador e poeta brasileiro (n. 1931).
- 2024 — Carl Weathers, ex jogador de futebol e ator estadunidense (n.1948).

## Feriados e eventos cíclicos
- Último dia em que o sol não nasce na cidade de Hammerfest (o fenômeno inicia-se no dia 18 de novembro)
- Dia do Tomate
- Dia da Defesa Civil
- Dia do Publicitário

### Portugal
- Festa do Senhor Santo Cristo da Praia do Almoxarife em Ilha do Faial

### Cristianismo
- Brígida da Irlanda
- Cecílio de Elvira
- Trifão de Campsada

## Outros calendários
- No calendário romano era o dia das calendas de fevereiro.
- No calendário litúrgico tem a letra dominical D para o dia da semana.
- No calendário gregoriano a epacta do dia é xxix.